# Ebrei cattolici
Gli ebrei cattolici o cattolici ebrei (in ebraico עברים קתולים, Ivrím Qatholím), anche detti cattolici di tradizione ebraica, sono un movimento d'ispirazione giudeo-cristiana formato da ebrei che si sono convertiti al cattolicesimo conservando tuttavia regole, tradizioni, usanze, pratiche e cultura ebraiche, poste sotto la dottrina della Chiesa cattolica. Il termine è stato coniato dal prete Elias Friedman, il quale era lui stesso un ebreo convertito al cristianesimo.
Nella Terra santa, sono riuniti all'interno Vicariato San Giacomo per i cattolici di lingua ebraica in Israele
Una realtà differente è quella costituita dai giudeo-messianici, che sono anch'essi un gruppo d'ispirazione giudeo-cristiana ma nato nel contesto dell'evangelicalismo.

## Identità
Il movimento ebreo cattolico fa parte della Chiesa cattolica ed è in piena comunione col papa.  Uno dei punti di differenziazione con il resto della cristianità risiede nelle pratiche liturgiche; per esempio, il calendario degli ebrei cattolici presenta alcune differenze rispetto a quello latino, perché essi celebrano anche le festività ebraiche.
Gli ebrei cattolici celebrano le varie feste ebraiche come Pesach, Rosh Hashana, Shavuot ecc., pregano indossando gli abiti rituali ebraici (tallit, tefillin e kippah), utilizzano le mezuzah e rispettano le mitzvot contenute all'interno della Legge mosaica come segno della loro eredità culturale ebraica.  In sostanza, quando le festività e le pratiche ebraiche non entrano in conflitto con la tradizione cattolica, vengono comunque mantenute per ragioni etniche.
Oltre alle persone di origine ebraica che sono state battezzate nella Chiesa cattolica e rimangono in essa volontariamente, spesso si definiscono ebrei cattolici anche coloro che, pur non essendo di origini ebraiche, sono a contatto con la lingua, la cultura, la religione e la spiritualità ebraica e collaborano con associazioni di questo genere.

## Storia e origini
Sebbene gli ebrei cattolici abbiano cominciato ad aumentare e a riunirsi in comunità o in associazioni vere e proprie solo a partire dal XX secolo, essi esistevano già durante il medioevo ma erano bollati come "giudei convertiti" o "nuovi cristiani" nelle varie zone dell'Europa e del Medio Oriente; solo di recente hanno cominciato ad essere chiamati "giudeo-cristiani" o "giudeo-cattolici". 
Secondo Elias Friedman, fondatore dell'Association of Hebrew Catholics (AHC), queste denominazioni non devono essere più utilizzate, siccome "il termine giudeo (in inglese Jew) si usa, come storicamente fu, per riferirsi a coloro che accettano la legge religiosa ebraica" e "la parola ebreo (in inglese Hebrew), dall'altro lato, si riferisce al popolo dell'elezione, sia che accettino la legge rabbinica o no".
Di conseguenza Friedman afferma che gli ebrei cattolici "non si devono chiamare giudeo-cristiani o giudeo-cattolici, ma ebrei cristiani o ebrei cattolici, perché non sono giappiù sotto la legge rabbinica, ma concepiscono se stessi come parte permanente del popolo dell'elezione".
Gli ebrei cattolici sono costituiti sia da persone di origine ebraica che non. La maggior parte sono discendenti di lavoratori stranieri che erano già cattolici, ma nati e cresciuti in Israele, e che inoltre erano di madrelingua ebraica. Le principali associazioni di ebrei cattolici sono l'Association of Hebrew Catholics (AHC), la Remnant Of Israel (ROI) e la Miriam Bat Tzion. L'AHC e la ROI sono organizzazioni in cui si parla inglese, mentre nella Miriam Bat Tzion si parla francese. Esiste anche una comunità ebreo-cattolica di lingua spagnola che risiede a Maracay, in Venezuela.

## Halakhah
Secondo Bloomer in merito all'halakhah (2008): "C'è un'ampia gamma di ebrei cattolici. Da quelli che non osservano molto dei costumi ebraici fino a quelli che [li] osservano nella stessa maniera degli ebrei ortodossi. Ci sono molte opinioni differenti ma tutti loro cercano di accettarsi l'un l'altro, qualunque sia il loro livello di osservanza".

## Diffusione
David Moss, attuale presidente dell'AHC, ha affermato che in totale gli ebrei cattolici sono circa 10.000. I paesi con il maggior numero di ebrei cattolici sono gli Stati Uniti d'America e Israele, ma esistono delle comunità anche in Canada, Spagna, Francia, Italia, Australia, Belgio, Portogallo, Paesi Bassi, Polonia, Ungheria, Regno Unito, Venezuela, Colombia, Cile, Perù, Argentina, Messico, Germania, Sudafrica e Brasile.

### Appartenenti al movimento degli ebrei cattolici
- Elias Friedman
- David Goldstein
- Jean-Baptiste Gourion
- Arthur Klyber
- Jacob Lieberman

### Altri cattolici di origine ebraica
- Joseph Andrickson
- Sant'Angelo da Gerusalemme
- Benito Arias Montano
- Hermann Cohen
- San Giovanni d'Ávila
- San Giovanni della Croce
- Luis de León
- Pablo de Santa María
- Luigi Carabajal e de la Cueva

- Alessandro Franceschi
- Bruno Hussar
- Jean-Marie Lustiger
- Edgardo Mortara
- David Neuhaus
- Alphonse Marie Ratisbonne
- Théodore Marie Ratisbonne
- Bruno Franz Xaver Rothschild

- Oswald Rufeisen
- Roy Schoeman
- Rosa Stein
- Santa Teresa Benedetta della Croce
- Santa Teresa d'Ávila
- Henryk Wieniawski
- Eugenio Zolli